# ۸۶۵ (خورشیدی)
۸۶۵ هشتصد و شصت و پنجمین سال هجری خورشیدی است.